# Simo Halonen
Pour les articles homonymes, voir Halonen.
Simo Halonen, né le 21 mars 1947 à Taipalsaari, est un biathlète finlandais.

## Biographie
Simo Halonen fait ses débuts internationaux aux Championnats du monde 1974, où il est d'abord cinquième du sprint, puis médaillé d'argent du relais avec Henrik Flöjt, Juhani Suutarinen et Heikki Ikola. En 1975, avec cette même composition d'équipe, il remporte le titre mondial du relais à Antholz.

## Palmarès

### Championnats du monde
- Mondiaux 1974 à Minsk :
  -  Médaille d'argent en relais.
- Mondiaux 1975 à Antholz :
  -  Médaille d'or en relais.
- Mondiaux 1977 à Vingrom :
  -  Médaille d'argent en relais.
- Mondiaux 1979 à Ruhpolding :
  -  Médaille d'argent en relais.